# 翁布拉借
翁布拉借（1474年—1508年）藏族，波密易贡人，藏传佛教喇嘛，后来被追认为第二世达察活佛。

## 生平
藏历木马年（1474年），翁布拉借生于波密易贡地方。后来他成为藏传佛教喇嘛。
藏历木龙年（1508年），翁布拉借圆寂，享年35岁。